# Allyson Schwartz
Allyson Young Schwartz (New York, 3 ottobre 1948) è una politica statunitense, membro della Camera dei Rappresentanti per lo stato della Pennsylvania dal 2005 al 2015.

## Biografia
Figlia di un dentista del Queens e di un'immigrata austriaca fuggita da Vienna durante il nazismo, Allyson conseguì un bachelor in sociologia e venne assunta nel Dipartimento dei Servizi Sanitari di Philadelphia.
Nel 1990 entrò in politica e riuscì ad ottenere un seggio al Senato di Stato strappandolo al repubblicano in carica Joe Rocks. La campagna fu particolarmente aggressiva e si distinse per via delle dichiarazioni sulle vite personali dei due candidati lasciate trapelare dai rispettivi staff per mettere in cattiva luce l'avversario. La Schwartz si scusò per il suo comportamento non troppo ortodosso, ma la campagna si inasprì ancora di più.
Dopo essere stata rieletta per altri tre mandati, nel 2004 pianificò di concorrere nelle elezioni per Auditore Generale, ma dopo il ritiro del deputato Joe Hoeffel, la Schwartz decise di candidarsi per sostituirlo alla Camera dei Rappresentanti. Vinse le elezioni con un margine ristretto, ma fu poi riconfermata per altri quattro mandati nel 2006, nel 2008, nel 2010 e nel 2012.
Nel 2014 annunciò il suo ritiro al termine del mandato per candidarsi alla carica di governatore della Pennsylvania; la campagna elettorale della Schwartz tuttavia non andò a buon fine e la donna perse già nelle primarie democratiche.
La Schwartz è una democratica moderata e fa parte della New Democrat Coalition.